# 美川陽一郎
美川 陽一郎（みかわ よういちろう、1918年3月2日 - 1976年6月2日）は、日本の俳優である。本名は三川 義一（みかわ よしかず）、旧芸名は美川 洋一郎。東京市生まれ。

## 来歴・人物
世田谷中学（私立）を卒業後、義母との折り合いが悪く家出、17歳の時に榎本健一の付き人となったのが芸能界入りのきっかけである。1937年、19歳の時に新国劇に入団、当初から老け役を得意とし、『白野弁十郎』、『大菩薩峠』などに出演した。
終戦後の1952年、映画『次郎長三国志』（東宝、マキノ雅弘監督）の次郎長役に抜擢され、新国劇を退団するが、東宝の創業者・小林一三の意向で、次郎長役は小堀明男に決定したため、美川は端役に回された。
失意の時期を経て日活に移籍、芸名も「美川洋一郎」から「美川陽一郎」に改め、老け役で数々の作品に助演した。1963年、TBSの刑事ドラマ『七人の刑事』のレギュラー、ベテランの小西刑事役に抜擢され、注目を浴びた。
以降、多くのテレビドラマに脇役で出演していたが、1976年6月2日に肺炎で急死した。58歳没。当時レギュラー出演していた『必殺仕業人』（16話まで出演）と『遠山の金さん』（40話まで出演）の2作品が最後の作品となった。
本人は老け役を好み、実年齢より老けて見られることこそ演技力を評価されるものと思っていた。TV中心となって活躍するようになってからは、特に善良な老人役を好んで演じており、その結果時代劇ではほとんど切られ役となる。また、『仮面ライダー』『ミラーマン』などで誘拐される博士役も多かった。一度だけ、時代劇で黒幕的な悪役を嬉々として演じている。また、『太陽にほえろ!』では石塚誠（竜雷太）が七曲署への転属する前の署の元同僚役を演じている。
晩年は、『遠山の金さん』で知り合った杉良太郎主催による明治座の舞台や、鳳啓助・京唄子が主催する唄啓劇団による京都南座の喜劇の舞台の常連となっていた。また前述のとおり、本人は老け役での評価を生きがいとしており、初老の警官ものを企画しており、病気を患わなければ実現したかもしれない。
プライベートでは、新国劇在籍中に宝塚歌劇団から移籍した對馬衣津美と結婚し、2男をもうけた（長男：寿一、二男：誠一）。
本籍が世田谷区三軒茶屋であったこともあり、何度か転居するも世田谷から離れることはなかった。車の運転は苦手であり、撮影現場へはいつも妻が送り迎えしていた。見栄張りの面があり、当時日本に数台しかなかったイギリスのバンデンプラス・プリンセスを愛車としていた。

## 出演作品

### 映画
- 1952年 次郎長三国志（東宝）
- 1956年 俺は犯人じゃない（日活）- 受刑者A
- 1956年 死の十字路（日活）- 派出所の巡査
- 1957年 肉体の反乱（日活）- 泰造
- 1965年 黒い雪（第三プロ）- 堀田貞雄
- 1966年 女は復讐する（松竹）- 塚本
- 1968年 七人の刑事 終着駅の女（日活）- 小西刑事
- 1970年 玄海遊侠伝 破れかぶれ（大映）- 正一
- 1971年 高校生心中 純愛（大映）- 丘谷武夫
- 1971年 狐のくれた赤ん坊（大映）- 鎌田大学

### テレビ
- 1960年 鉄人28号（NTV／松崎プロダクション）- 敷島博士
- 1961年 七人の刑事（1961年 - 1969年、TBS）- 小西刑事
- 1962年 隠密剣士 第一部・第二部「忍法甲賀衆」（1962年 - 1963年、TBS／宣弘社） - 松平定信
- 1964年 風雪 第7回「開化新商法」（NHK）- 高林
- 1964年 特別機動捜査隊（NET／東映）
  - 第148話「老刑事の死」- 秋月国三
- 1965年 青春とはなんだ（NTV／東宝）
  - 第10話「風に立つ」- 吉野の父
- 1965年 ライオン奥様劇場・続芸者っ子・下町育ち（CX／NMC）
- 1966年 おはなはん（1966年 - 1967年、NHK）
- 1966年 東京警備指令 ザ・ガードマン（TBS／大映テレビ室）
  - 第54話「秘められた愛情」
- 銭形平次 （CX／東映）
  - 1966年 第23話「闇夜の目」- 森右門
  - 1967年 第78話「卍鍵」- 島兵衛
  - 1971年 第268話「指政の死」
  - 1971年 第278話「竜神の棲む海」
  - 1974年 第408話「ろくでなしの叫び」
  - 1974年 第429話「朱い吹矢」
- 1968年 東京バイパス指令（NTV／国際放映）
  - 第2話「おとし穴」
- 1968年 東芝日曜劇場 くるま宿（TBS）- 越後屋
- 1969年 新・日本剣客伝（NET／東映）
  - 第3話「伊藤一刀斎」
- 1969年 あゝ忠臣蔵（KTV／東映）- 原惣右衛門
- 1969年 炎の青春（NTV／東宝）- 富永先生
- 1969年 部長刑事（ABC／関西ローカル） - 神部長刑事
- 1969年 右門捕物帖（NTV／東宝）
  - 第13話「人情親子橋」
- 1970年 徳川おんな絵巻（KTV／東映）
  - 第11話「女は度胸で勝負する」- 庄兵衛
- 1970年 旗本退屈男（CX／東宝）
  - 第2話「いろは狂女」- 六所権現神主
- 1970年 日本怪談劇場（12ch）
  - 第12話「怪談 乳房の呪い」- 正介
- 1971年 剣豪（NET／東映）
  - 第1話「武蔵に勝った強い奴」
- 1971年 ナショナルゴールデン劇場 葦の浮舟（NET）
- 1971年 大忠臣蔵（NET／三船プロ） - 八助
- 仮面ライダー （MBS／東映）
  - 1971年 第3話「怪人さそり男」（1971年） - 伊藤老人
  - 1973年 第96話「本郷猛 サボテン怪人にされる!?」- 安岡元一郎博士
- 1971年 軍兵衛目安箱（NET／東映）
  - 第6話「魔剣」- 弥平
- 1971年 天皇の世紀（ABC／国際放映）- 鷹司政通
- 1971年 弥次喜多隠密道中（NTV・歌舞伎座テレビ室）
  - 第1話「隠密大作戦」
- 1971年 すいーとぽてと（MBS製作／NET）
  - 第13話「泥々の銭」- としの元婚約者の父
- 水戸黄門 （TBS／C.A.L）
  - 1971年 第2部 第22話「怒れ! 格さん -垂井-」- 美濃屋太兵衛
  - 1974年 第5部 第8話「一寸の虫にも五分の魂 -金沢-」- 奥村三左衛門
  - 1975年 第6部 第19話「仇討ち！阿波踊り ‐徳島‐」- 卯吉
- 1972年 笹沢佐保 峠シリーズ（フジテレビ／C.A.L）
  - 第4話「鬼首峠に捨てた鈴」- 貸元
- 1972年 ミラーマン（CX／円谷プロ）
  - 第18話「生き返った恐竜アロザ」- 源造
- 1972年 怪談（MBS）
  - 第6回「累ヶ渕」- 三右衛門
- 大岡越前（TBS／C.A.L）
  - 1972年 第3部
    - 第10話「江戸のごみ」- 藤左ヱ門
    - 第25話「義賊かまいたち」- 善助

  - 1975年 第4部 第16話「父と娘」- 伊兵衛
- 必殺シリーズ（ABC／松竹）
  - 1972年 必殺仕掛人 第2話「暗闘仕掛人殺し」- 老僧
  - 1973年 必殺仕置人 第24話「疑う愛に迫る魔手」- 喜助
  - 1974年 助け人走る 第21話「心中大悲憤」- 清造
  - 1975年 必殺必中仕事屋稼業 第13話「度胸で勝負」- 大原頼母
  - 1975年 必殺仕置屋稼業 第26話「一筆啓上脅迫が見えた」- 富蔵
  - 1976年 必殺仕業人 - 同心・島忠助
- 1972年 変身忍者 嵐 第35話「消えた嵐? 妖怪集団が狙う!!」（MBS／東映） - 村人
- 1973年 非情のライセンス （NET・東映）- 警視庁捜査一課・佐久間刑事
  - 第1シリーズ 第3話「兇悪な夜の匂い」
  - 第1シリーズ 第9話「兇悪の道」
- 1973年 つぶやき岩の秘密（NHK）- 白髯さん
- 1973年 大江戸捜査網（日活／三船プロ）
  - 第4話「裁くのは俺だ!」- 風の黒兵衛改め三五郎
- 1973年 太陽にほえろ!（NTV／東宝）
  - 第56話「その灯を消すな!」- 斎藤
- 1974年 隠密剣士 突っ走れ!（TBS）
  - 第6話「まぼろしを斬る信太郎」- 小山田玄斎
- 1974年 ぶらり信兵衛 道場破り（CX／東映）
  - 第17話「やきいもや」- 清兵ヱ
- 1974年 右門捕物帖（NET／東映） 
  - 第12話「復讐」- 市兵衛
- 1974年 編笠十兵衛（CX／東映）- 万屋彦四郎
- 1975年 大江戸捜査網（12ch／三船プロ）
  - 第3シリーズ 第98話「情無用の大盗賊」
- 1975年 遠山の金さん（NET／東映）- 長命庵主人・甚兵衛

### 吹き替え
- 1964年 逃亡者（TBS版）
  - 第17話 - ジョン・キンブル（演：ロバート・キース）
- 1976年 探偵キャノン（NHK版）
  - 第2シーズン 第24話「死の遺産相続」- ブリス市長（演：ジョン・アンダーソン）